# Округ Панола (Тексас)
Округ Панола (енгл. Panola County) је округ у америчкој савезној држави Тексас. По попису из 2010. године број становника је 23.796.

## Демографија
Према попису становништва из 2010. у округу је живело 23.796 становника, што је 1.040 (4,6%) становника више него 2000. године.
| Група             | 2000.          | 2010.          |
| Белци             | 17.629 (77,5%) | 17.521 (73,6%) |
| Афроамериканци    | 4.021 (17,7%)  | 3.867 (16,3%)  |
| Азијати           | 55 (0,2%)      | 73 (0,3%)      |
| Хиспаноамериканци | 798 (3,5%)     | 1.970 (8,3%)   |
| Укупно            | 22.756         | 23.796         |